# Liste der Lieder von Debauchery
Dies ist eine tabellarische Liste der Lieder von Debauchery, einer deutschen Death-Metal-Band. Sie umfasst alle Stücke, die die Band seit ihrer Gründung 2003 veröffentlicht und interpretiert hat. Die Einträge sind nach Titelname alphabetisch absteigend sortiert. Es ist jeweils der Tonträger verzeichnet, auf dem das Lied erstmals veröffentlicht wurde. Die Liste enthält zudem Songs anderer Musiker, die von Debauchery gecovert wurden.

## Erläuterungen zur Liste
In den Spalten der Tabelle sind neben dem Titel des Musikstücks die Spieldauer in Minuten und Sekunden, der Titel des Tonträger, auf dem das Stück veröffentlicht wurde, das Jahr der Erstveröffentlichung und gegebenenfalls zusätzliche Anmerkungen angegeben.
Die Tabelle ist per Voreinstellung alphabetisch nach dem Titel des Musikstücks sortiert. Darüber hinaus kann sie nach den anderen Spalten durch Anklicken der kleinen Pfeile im Tabellenkopf auf- oder absteigend sortiert werden.

## Liste der Lieder
| Titel                                              | Dauer | Tonträger                                       | Jahr | Anmerkungen               |
| -------------------------------------------------- | ----- | ----------------------------------------------- | ---- | ------------------------- |
| 3 Riff Hit                                         | 3:51  | Rockers & War                                   | 2009 | [ 1 ]                     |
| 8 Days a Week (The Beatles)                        | 2:48  | Back in Blood                                   | 2007 | Coversong                 |
| Alcohol Fueled Brutality                           | 3:18  | Back in Blood                                   | 2007 | [ 2 ]                     |
| Angel of Death (Slayer)                            | 4:52  | Continue to Kill                                | 2008 | Coversong                 |
| Animal Holocaust                                   | 3:58  | Germany's Next Death Metal                      | 2011 | [ 4 ]                     |
| Animal (W.A.S.P.)                                  | 3:04  | Kings of Carnage (Limited Edition)              | 2013 | Coversong                 |
| Anti-Hero                                          | 2:56  | Thunderbeast                                    | 2016 | Split-Album mit Blood God |
| Apostle of War                                     | 3:24  | Continue to Kill                                | 2008 | [ 3 ]                     |
| Armed for Apocalypse                               | 3:49  | Germany's Next Death Metal                      | 2011 | [ 4 ]                     |
| Armies of Immortals                                | 3:43  | Rage of the Bloodbeast                          | 2004 | [ 7 ]                     |
| Back in Blood                                      | 3:16  | Back in Blood                                   | 2007 | [ 2 ]                     |
| Baptise This World in Blood                        | 3:08  | Back in Blood                                   | 2007 | [ 2 ]                     |
| Beasts of Balgeroth                                | 5:26  | Enemy of Mankind                                | 2018 | Split-Album mit Balgeroth |
| Beyond the Eternity Gate                           | 3:48  | Enemy of Mankind                                | 2018 | Split-Album mit Balgeroth |
| Blood for the Blood God (Live)                     | 4:57  | Rage of the Bloodbeast (Wiederveröffentlichung) | 2008 | Livesong                  |
| Blood for the Blood God (Pussy Version)            | 4:46  | Torture Pit                                     | 2005 | [ 10 ]                    |
| Blood for the Blood God                            | 4:37  | Rage of the Bloodbeast                          | 2004 | [ 7 ]                     |
| Blood God Eternal                                  | 3:34  | Monster Metal                                   | 2021 | [ 11 ]                    |
| Blood God Kills                                    | 4:39  | Kings of Carnage                                | 2013 | [ 5 ]                     |
| Blood God Rising                                   | 4:01  | Continue to Kill                                | 2008 | [ 3 ]                     |
| Bloodcrushing Heavy Metal                          | 4:08  | Enemy of Mankind                                | 2018 | Split-Album mit Balgeroth |
| Bloodking                                          | 7:11  | Monster Metal                                   | 2021 | [ 11 ]                    |
| Bloodslaughter Onslaught                           | 4:40  | Germany's Next Death Metal                      | 2011 | [ 4 ]                     |
| Bodycount's in the House (Body Count)              | 3:50  | Kings of Carnage (Limited Edition)              | 2013 | Coversong                 |
| Böse (Die Fantastischen Vier)                      | 2:29  | Kings of Carnage (Limited Edition)              | 2013 | Coversong                 |
| Bullet to the Head                                 | 3:10  | Thunderbeast                                    | 2016 | Split-Album mit Blood God |
| Butcher of Bitches                                 | 4:24  | Back in Blood                                   | 2007 | [ 2 ]                     |
| Butchered Zombies                                  | 4:11  | Kill Maim Burn                                  | 2003 | [ 12 ]                    |
| Butcherman                                         | 2:17  | Torture Pit                                     | 2005 | [ 10 ]                    |
| Carnival Carnage                                   | 2:52  | Torture Pit                                     | 2005 | [ 10 ]                    |
| Chainsaw Masturbation (Live)                       | 3:19  | Kill Maim Burn (Wiederveröffentlichung)         | 2005 | Livesong                  |
| Chainsaw Masturbation                              | 3:37  | Rage of the Bloodbeast                          | 2004 | [ 7 ]                     |
| City of Bones                                      | 3:51  | Thunderbeast                                    | 2016 | Split-Album mit Blood God |
| Coming of the Dragons                              | 1:18  | Kings of Carnage                                | 2013 | Instrumental              |
| Continue to Kill                                   | 3:04  | Continue to Kill                                | 2008 | [ 3 ]                     |
| Crusaders of God                                   | 4:31  | Thunderbeast                                    | 2016 | Split-Album mit Blood God |
| Cult of Gore                                       | 5:43  | Torture Pit                                     | 2005 | [ 10 ]                    |
| Cummin' and Killing                                | 3:34  | Torture Pit                                     | 2005 | [ 10 ]                    |
| Cuntkiller                                         | 2:53  | Continue to Kill                                | 2008 | [ 3 ]                     |
| Death Metal Maniac                                 | 3:38  | Back in Blood                                   | 2007 | [ 2 ]                     |
| Death Metal Warmachine                             | 3:03  | Torture Pit                                     | 2005 | [ 10 ]                    |
| Death Will Entertain                               | 3:31  | Germany's Next Death Metal                      | 2011 | [ 4 ]                     |
| Debauchery Blood God                               | 4:19  | Monster Metal                                   | 2021 | [ 11 ]                    |
| Debauchery Bloodpack                               | 2:58  | Torture Pit                                     | 2005 | [ 10 ]                    |
| Debauchery Motherfuckin' Family                    | 5:51  | Kings of Carnage                                | 2013 | [ 5 ]                     |
| Debauchery Warmachine                              | 4:25  | Monster Metal                                   | 2021 | [ 11 ]                    |
| Decadent Depravity of the Dead                     | 5:21  | Torture Pit                                     | 2005 | [ 10 ]                    |
| Demon Lady                                         | 3:40  | Rockers & War                                   | 2009 | [ 1 ]                     |
| Demonslayer                                        | 6:00  | Kings of Carnage                                | 2013 | [ 5 ]                     |
| Devil Dog                                          | 3:30  | Thunderbeast                                    | 2016 | Split-Album mit Blood God |
| Devourer of World (Live)                           | 3:41  | Kill Maim Burn (Wiederveröffentlichung)         | 2005 | Livesong                  |
| Devourer of Worlds                                 | 3:54  | Rage of the Bloodbeast                          | 2004 | [ 7 ]                     |
| Dogs of War (Motörhead)                            | 3:42  | Kill Mister: Tribute to Motörhead               | 2016 | Coversong                 |
| Dreadnought Demon Engine                           | 3:33  | Enemy of Mankind                                | 2018 | Split-Album mit Balgeroth |
| Enemy of Mankind                                   | 4:58  | Enemy of Mankind                                | 2018 | Split-Album mit Balgeroth |
| Faith and Fire                                     | 3:00  | Continue to Kill                                | 2008 | [ 3 ]                     |
| Fast as a Shark (Accept)                           | 3:51  | Kings of Carnage (Limited Edition)              | 2013 | Coversong                 |
| Firethrone Overlord                                | 3:17  | Thunderbeast                                    | 2016 | Split-Album mit Blood God |
| For God, Emperor and Fatherland                    | 4:57  | Kill Maim Burn                                  | 2003 | [ 12 ]                    |
| For the Emperor                                    | 4:50  | F*ck Humanity                                   | 2015 | [ 14 ]                    |
| Fuck Humanity                                      | 6:24  | F*ck Humanity                                   | 2015 | [ 14 ]                    |
| Genocider Overkill                                 | 3:14  | Germany's Next Death Metal                      | 2011 | [ 4 ]                     |
| German Warmachine                                  | 4:27  | F*ck Humanity                                   | 2015 | [ 14 ]                    |
| Germany's Next Death Metal                         | 4:57  | Germany's Next Death Metal                      | 2011 | [ 4 ]                     |
| Girl to Adore                                      | 3:03  | Thunderbeast                                    | 2016 | Split-Album mit Blood God |
| Goreobsessed Murderers                             | 3:05  | Torture Pit                                     | 2005 | [ 10 ]                    |
| Gorezilla                                          | 4:27  | F*ck Humanity                                   | 2015 | [ 14 ]                    |
| Hail Caesar (AC/DC)                                | 5:16  | Torture Pit (Wiederveröffentlichung)            | 2008 | Coversong                 |
| Hammer of the Blood God                            | 3:06  | Rockers & War                                   | 2009 | [ 1 ]                     |
| Hard Rocking                                       | 3:15  | Continue to Kill                                | 2008 | [ 3 ]                     |
| Hate Kill Murder                                   | 4:26  | Monster Metal                                   | 2021 | [ 11 ]                    |
| Heavy Duty / Defenders of the Faith (Judas Priest) | 3:24  | Back in Blood                                   | 2007 | Coversong                 |
| Heavy Metal Monsternaut                            | 4:13  | Thunderbeast                                    | 2016 | Split-Album mit Blood God |
| Hellraiser (Motörhead)                             | 4:03  | Kill Mister: Tribute to Motörhead               | 2016 | Coversong                 |
| Honour and Courage                                 | 4:38  | Rockers & War                                   | 2009 | [ 1 ]                     |
| Hordes of Chaos                                    | 3:15  | Kill Maim Burn                                  | 2003 | [ 12 ]                    |
| Horrors of War                                     | 3:02  | Torture Pit                                     | 2005 | [ 10 ]                    |
| I Can't Dance (Genesis)                            | 3:54  | Back in Blood                                   | 2007 | Coversong                 |
| I Love It Loud (Kiss)                              | 3:23  | Torture Pit (Wiederveröffentlichung)            | 2008 | Coversong                 |
| I Will Rape an Murder                              | 3:20  | Rage of the Bloodbeast                          | 2004 | [ 7 ]                     |
| Insane Human Butchery                              | 4:33  | Kill Maim Burn                                  | 2003 | [ 12 ]                    |
| Ironclad Declaration of War                        | 4:03  | F*ck Humanity                                   | 2015 | [ 14 ]                    |
| It Pleases Us to Kill                              | 0:47  | Continue to Kill                                | 2008 | [ 3 ]                     |
| Kill Maim Burn                                     | 5:46  | Kill Maim Burn                                  | 2003 | [ 12 ]                    |
| Killerbeast                                        | 4:00  | Kings of Carnage                                | 2013 | [ 5 ]                     |
| Killing Ground                                     | 3:32  | Rockers & War                                   | 2009 | [ 1 ]                     |
| Killing in the Warzone                             | 4:44  | Rage of the Bloodbeast                          | 2004 | [ 7 ]                     |
| Killing Is Our Culture                             | 4:05  | Germany's Next Death Metal                      | 2011 | [ 4 ]                     |
| King of Killing                                    | 3:02  | Continue to Kill                                | 2008 | [ 3 ]                     |
| King of the Killing Zone                           | 3:36  | F*ck Humanity                                   | 2015 | [ 14 ]                    |
| Kings of Carnage                                   | 6:08  | Kings of Carnage                                | 2013 | [ 5 ]                     |
| Kings of Metal (Manowar)                           | 3:36  | Back in Blood                                   | 2007 | Coversong                 |
| Klan of Killers                                    | 3:11  | Torture Pit                                     | 2005 | [ 10 ]                    |
| Kneel Before the Dragon Gods                       | 5:39  | F*ck Humanity                                   | 2015 | [ 14 ]                    |
| Let There Be Blood                                 | 3:16  | Kings of Carnage                                | 2013 | [ 5 ]                     |
| Lords of Battle                                    | 4:07  | Back in Blood                                   | 2007 | [ 2 ]                     |
| Love for Sale (Motörhead)                          | 4:52  | Kill Mister: Tribute to Motörhead               | 2016 | Coversong                 |
| Man in Black (Johnny Cash)                         | 2:59  | Kings of Carnage (Limited Edition)              | 2013 | Coversong                 |
| Man in Blood                                       | 4:18  | Kings of Carnage                                | 2013 | [ 5 ]                     |
| Manhunting                                         | 2:44  | Back in Blood                                   | 2007 | [ 2 ]                     |
| Masters of the Killing Art                         | 3:10  | Back in Blood                                   | 2007 | [ 2 ]                     |
| Meat Grinder                                       | 3:25  | Torture Pit                                     | 2005 | [ 10 ]                    |
| Metal on Metal                                     | 3:09  | Continue to Kill                                | 2008 | [ 3 ]                     |
| Metal to the Bone                                  | 3:28  | Monster Metal                                   | 2021 | [ 11 ]                    |
| Mighty Bone Halls                                  | 6:02  | Enemy of Mankind                                | 2018 | Split-Album mit Balgeroth |
| Mincing Machine                                    | 2:49  | Continue to Kill                                | 2008 | [ 3 ]                     |
| Monster Metal                                      | 5:20  | Monster Metal                                   | 2021 | [ 11 ]                    |
| Murder Squad                                       | 3:17  | Kings of Carnage                                | 2013 | [ 5 ]                     |
| Murderbrute Minotaurs                              | 4:03  | F*ck Humanity                                   | 2015 | [ 14 ]                    |
| Murdermaker                                        | 4:08  | Thunderbeast                                    | 2016 | Split-Album mit Blood God |
| My Religion Is Hate [Intro]                        | 1:41  | F*ck Humanity                                   | 2015 | [ 14 ]                    |
| New Rock                                           | 4:08  | Rockers & War                                   | 2009 | [ 1 ]                     |
| Over Your Shoulder (Motörhead)                     | 3:22  | Kill Mister: Tribute to Motörhead               | 2016 | Coversong                 |
| Overlord of the Black Ark                          | 4:43  | Enemy of Mankind                                | 2018 | Split-Album mit Balgeroth |
| Praise the Blood God                               | 4:18  | Back in Blood                                   | 2007 | [ 2 ]                     |
| Primordial Annihilator                             | 3:46  | Rockers & War                                   | 2009 | [ 1 ]                     |
| Rage of the Bloodbeast (Live)                      | 3:20  | Rage of the Bloodbeast (Wiederveröffentlichung) | 2008 | Livesong                  |
| Rage of the Bloodbeast                             | 3:55  | Rage of the Bloodbeast                          | 2004 | [ 7 ]                     |
| Ritual Killing                                     | 4:11  | Rage of the Bloodbeast                          | 2004 | [ 7 ]                     |
| Rocker                                             | 3:17  | Rockers & War                                   | 2009 | [ 1 ]                     |
| Savage Mortician                                   | 3:32  | Rockers & War                                   | 2009 | [ 1 ]                     |
| School Shooter                                     | 4:21  | Germany's Next Death Metal                      | 2011 | [ 4 ]                     |
| School's Out (Alice Cooper)                        | 3:34  | Germany's Next Death Metal                      | 2011 | Coversong                 |
| Second Hand Woman                                  | 2:55  | Thunderbeast                                    | 2016 | Split-Album mit Blood God |
| Shut Your Mouth (Motörhead)                        | 4:09  | Kill Mister: Tribute to Motörhead               | 2016 | Coversong                 |
| Skull Mountain                                     | 4:50  | Monster Metal                                   | 2021 | [ 11 ]                    |
| Slaughter the Devil                                | 3:50  | Enemy of Mankind                                | 2018 | Split-Album mit Balgeroth |
| Slaughtercult of Carnagers                         | 3:38  | Enemy of Mankind                                | 2018 | Split-Album mit Balgeroth |
| Slaves to Darkness                                 | 5:06  | Kill Maim Burn                                  | 2003 | [ 12 ]                    |
| Starchild in the Godspire                          | 4:07  | Enemy of Mankind                                | 2018 | Split-Album mit Balgeroth |
| Storm of Iron                                      | 2:45  | Back in Blood                                   | 2007 | [ 2 ]                     |
| Super Hot Vampire Lady                             | 3:07  | Thunderbeast                                    | 2016 | Split-Album mit Blood God |
| Super Killer Death Match                           | 2:59  | Thunderbeast                                    | 2016 | Split-Album mit Blood God |
| Take My Pain                                       | 3:32  | Rage of the Bloodbeast                          | 2004 | [ 7 ]                     |
| Teutonic Hell                                      | 3:46  | Enemy of Mankind                                | 2018 | Split-Album mit Balgeroth |
| The Fall of Gondolin                               | 4:34  | Kill Maim Burn                                  | 2003 | [ 12 ]                    |
| The Fifth Battle                                   | 4:47  | Kill Maim Burn                                  | 2003 | [ 12 ]                    |
| The Godmachines March to War                       | 5:58  | Monster Metal                                   | 2021 | [ 11 ]                    |
| The Hellspawn (Live)                               | 3:13  | Kill Maim Burn (Wiederveröffentlichung)         | 2005 | Livesong                  |
| The Hellspawn                                      | 3:30  | Rage of the Bloodbeast                          | 2004 | [ 7 ]                     |
| The Horror of the Forest                           | 3:50  | F*ck Humanity                                   | 2015 | [ 14 ]                    |
| The Last Crusade                                   | 4:25  | Kings of Carnage                                | 2013 | [ 5 ]                     |
| The Unbroken                                       | 6:12  | Germany's Next Death Metal                      | 2011 | [ 4 ]                     |
| There Is Only War                                  | 5:31  | Rockers & War                                   | 2009 | [ 1 ]                     |
| Thunderbeast                                       | 3:27  | Thunderbeast                                    | 2016 | Split-Album mit Blood God |
| To Hell                                            | 3:50  | F*ck Humanity                                   | 2015 | [ 14 ]                    |
| Torture Pit                                        | 2:47  | Torture Pit                                     | 2005 | [ 10 ]                    |
| True to the Skull Throne (And Bound to Kill)       | 2:42  | Back in Blood                                   | 2007 | [ 2 ]                     |
| Vampire Holocaust                                  | 3:34  | Thunderbeast                                    | 2016 | Split-Album mit Blood God |
| Victory Awaits                                     | 3:04  | Kings of Carnage                                | 2013 | [ 5 ]                     |
| Vitality of Decay                                  | 3:40  | Torture Pit                                     | 2005 | [ 10 ]                    |
| Walking Glory Roads                                | 3:28  | Continue to Kill                                | 2008 | [ 3 ]                     |
| War and Glory - Guts and Gore                      | 3:39  | Torture Pit                                     | 2005 | [ 10 ]                    |
| War Is Coming (Chill Out Version) (Six Feet Under) | 3:18  | Back in Blood                                   | 2007 | Coversong                 |
| Warfare                                            | 3:22  | Continue to Kill                                | 2008 | Gastsänger Schmier        |
| Wargrinder (Live)                                  | 4:24  | Rage of the Bloodbeast (Wiederveröffentlichung) | 2008 | Livesong                  |
| Wargrinder                                         | 4:37  | Rage of the Bloodbeast                          | 2004 | [ 7 ]                     |
| Warmachine of the Chaos Gods                       | 4:13  | Monster Metal                                   | 2021 | [ 11 ]                    |
| Warmachines at War                                 | 4:09  | Germany's Next Death Metal                      | 2011 | [ 4 ]                     |
| Weisses Fleisch (Rammstein)                        | 3:36  | Back in Blood                                   | 2007 | Coversong                 |
| Wolves of the North                                | 6:29  | Rockers & War                                   | 2009 | [ 1 ]                     |
| Worship the Violence                               | 3:33  | Continue to Kill                                | 2008 | [ 3 ]                     |
| You Got Me Rocking (The Rolling Stones)            | 3:35  | Back in Blood                                   | 2007 | Coversong                 |
| Zombie Blitzkrieg                                  | 3:21  | Germany's Next Death Metal                      | 2011 | [ 4 ]                     |
| Zombie Extermination Crusader                      | 4:51  | F*ck Humanity                                   | 2015 | [ 14 ]                    |